# 史悠瑞
史悠瑞（?—?），江蘇省常州府陽湖縣人，清朝政治人物、同進士出身。
光緒二十四年（1898年），参加光緒戊戌科殿試，登進士三甲28名。同年五月，以主事分部学习。